# خلاط (مطبخ)

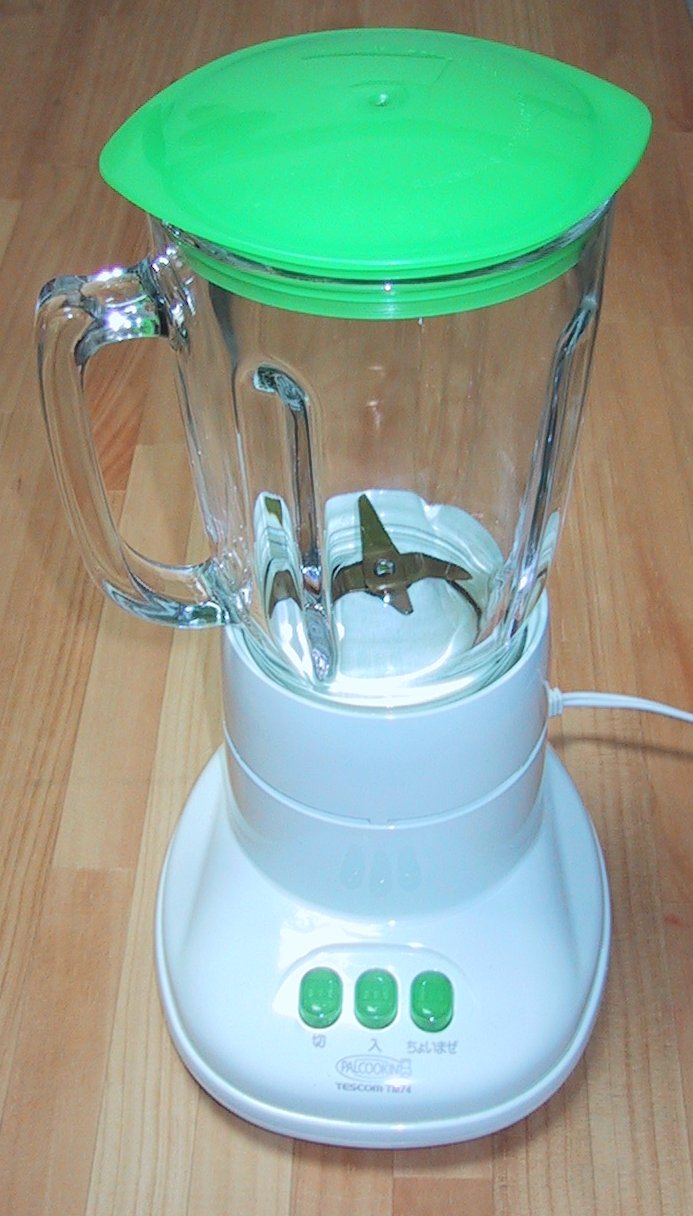
خلاط كهربائي.

الخلَّاط (الجمع: خَلَّاطَات) أو الْخَفَّاق (الجمع: خَفَّاقَات) أو المزَّاجة أو الخلَّاطة أو الهرَّاسة جهاز يستَعمَل لخلط ومزج وخفق وسحق الأغذية وغيرها من المواد. وعادة ما يتكون من وعاء بأسفله نَصْل يديره محرك يقع في الأساس. وتختلف الخصائص والمميزات من خلاط لآخر حسب الشركة المصنعة وخصائص المحرك. حيث يبقى أفضل خلاط كهربائي هو الذي لديه محرك قوي وشفرات فولاذية مقاومة للصدأ. أصبح الخلاط الكهربائي في الآونة الأخيرة مطلوب بكثرة حيث أصبح جهاز ضروري لأي مطبخ.